# NEXT (T-SQUAREのアルバム)
『NEXT』（ネクスト）は、T-SQUAREの40枚目のアルバム。 
2014年6月1日にリリース。 
DVD付2枚組の初回限定盤と通常盤の2形態で発売。 
今作を以て2001年から14年間リリースしたヴィレッジ・ミュージックからの発売を終了する。 

## 収録曲
1. You’re The One - 安藤正容作曲
2. Thank You - 安藤正容作曲
3. Shine - 坂東慧作曲
4. Snow Walker - 河野啓三作曲
5. 魂の肖像 - 坂東慧作曲
6. WISH - 坂東慧作曲
7. Kiss and Cry - 河野啓三作曲
8. Eagle Spear - 河野啓三作曲
9. I Stand Alone - 安藤正容作曲
10. NEXT  - 坂東慧作曲

## ミュージシャン
- T-SQUARE
  - 安藤正容 -   Electric Guitar, Acoustic Guitar
  - 伊東たけし - Alto Sax, EWI
  - 河野啓三 - Acoustic Piano, Keyboards
  - 坂東慧 - Drums

- Special Support
  - 田中晋吾 - Bass